# Octamyrtus behrmannii
Octamyrtus behrmannii là một loài thực vật có hoa trong Họ Đào kim nương. Loài này được Diels mô tả khoa học đầu tiên năm 1922.